# Piazza delle Fontane Marose
Piazza delle Fontane Marose è una piazza del sestiere della Maddalena, nel centro storico di Genova. Posta al limite sud-orientale di Via Garibaldi, fa da cerniera tra le strade nuove e via XXV Aprile. Realizzata sotto il dogato di Luca Spinola nel XVI secolo, fu più volte modificata nel corso dei secoli.

## Storia

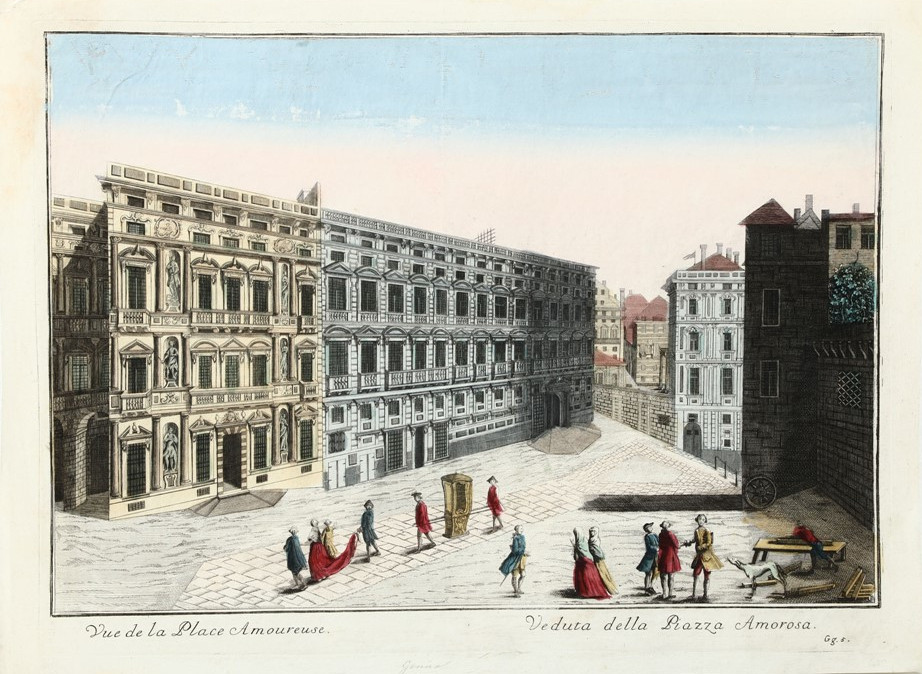
Veduta della piazza Amorosa (piazza Fontane Marose), 1780-1790 ca. Sulla sinistra la facciata di palazzo Negrone.

Prende il nome da un'antica fontana a tre arcate, realizzata nel 1206, ora scomparsa, che nel XIII secolo era chiamata "fons marosus" per la turbolenza delle sue acque ma nei secoli XV e XVI veniva citata come "fons morosus", forse per la sua vicinanza al postribolo pubblico, demolito per la costruzione della Strada Nuova, ma non mancano altre ipotesi, alcune decisamente fantasiose, sull'origine del nome. Il toponimo moderno riprende quello originario, anche se la storica fonte fu demolita nel 1849 per l'apertura di via Interiano. Tra il 1826 ed il 1880 la piazza ha ospitato la sede centrale genovese delle poste

### La fontana

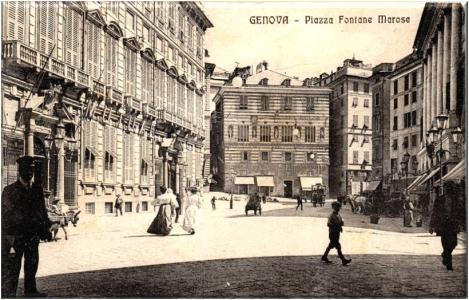
La piazza in una cartolina del 1910

La fontana era alimentata da una grande cisterna in cui confluivano le acque di diverse sorgenti provenienti dalla valle Bachernia (oggi S. Anna); la cisterna è ancora esistente sotto la sede stradale. Tre lapidi in marmo sopravvissute ai secoli, murate sulla facciata del palazzo Interiano Pallavicini, raccontano la storia della fontana: la prima del 1206 è riferita alla sua costruzione, la seconda, datata 1427, cita lavori di pulizia della sottostante cisterna, di cui fornisce anche le imponenti misure, mentre la terza, del 1559, ricorda la completa ristrutturazione del manufatto.

## Palazzi d'interesse storico
Sulla piazza sorgono diversi palazzi storici, anche questi iscritti al registro dei Rolli e compresi nella lista dei Patrimoni dell'umanità dell'Unesco (ad eccezione del palazzo Balestrino, che comunque storicamente fece parte dei Rolli):
- il palazzo Spinola "dei marmi" (civ. 6), costruito alla metà del Quattrocento per gli Spinola di Luccoli, con il paramento della facciata a bande alternate di marmo e pietra grigia
- il cinquecentesco palazzo Interiano Pallavicini (civ. 2)
- il Palazzo Negrone (civ. 3 e 4) realizzato nel XVIII secolo riunendo due edifici cinquecenteschi
- il palazzo Balestrino, cinquecentesco ma modificato in stile neoclassico nel 1830.[5][11]